# 尼高拉斯·靴南迪斯
尼高拉斯·靴南迪斯（Nicolas Hernández，1979年5月4日—），生于布宜諾斯艾利斯，現效力峴港。
靴南迪斯於1999年在菲洛卡利開始他的職業生涯。一年後，他轉到高隆效力一個賽季。 2002年，他被意大利球會科雷蒙尼斯羅致。經過短暫的時間之後，最終他回到阿根廷效力乙級球隊聖馬丁和荷拉崗至2005年，之後轉投智利班霸科布雷諾。
2006年3月30日，他加盟科羅拉多急流。他的第一場比賽是4月2日對哥倫布船員，其間取得8個入球。2008年2月27日，他轉到哥倫布船員。2008年6月27日，被球隊解僱。 
之後，尼高轉到哥斯達黎加球隊阿拉祖拿效力一年。
2010年，他加盟峴港。

## 連結
- Statistics at Guardian Stats Centre
- （西班牙文） Argentine Primera statistics